# Samadia
Samadia fou un estat tributari protegit, una thikana feudataria de Jodhpur a la pargana de Bilaria. Fou concedida el 1708 a Thakur Kumpaji, segon fill de Thakur Shivdan Singh de Rinsi, memmbre de la família Champawat dels rathors, per Maharaja Ajit Singh de Jodhpur i estava formada per diversos pobles, però la thikana fou confiscada el 1750 per Jodhpur i cedida a una altra branca, excepte un sol poble (Buchkala) que fou confiscat més tard pel maharajà Bijai Singh de Jodhpur i concedit a Thakur Bharat Singh, segon fill Thakur Prithvi Raj, fill de Thakur Zorawar Singh of Samadia. La branca de Somadia va quedar dirigida per Zorawar Singh que va morir el 1754 a la batalla de Merta contra els marathes.

## Llista de thakurs
- Kumpaji 1708-?
- Ram Singh governava el 1730 (fill)
- Suraj Mal ?-1750 (fill)
- Zorawar Singh 1750-1754 (fill de Kumpaji)
- Prithwi Raj 1754-? (fill)
- Bhawani Singh ? (fill)
- Sardul Singh ? (fill)
- Abhai Singh ? (net)

### Branca de Buchkala
- Kalyan Singh de Buchkala ? (fill de Suraj Mal)
- Ajit Singh de Buchkala ? (fill)
- Gulab Singh of Buchkala, ? (fill adoptiu descendent de Ram Singh)
- Bharat Singh ?